# La Vinchuca
Pour l’article homonyme, voir Vinchuca.
La Vinchuca est un village de l'Uruguay, situé dans le département de Cerro Largo. Sa population est de 355 habitants.

## Géographie
La Vinchuca est un village de l'Uruguay, situé dans le département de Cerro Largo (secteur 1).

### Population
| Année | Population |
| ----- | ---------- |
| 1963  | -          |
| 1975  | -          |
| 1985  | 198        |
| 1996  | 278        |
| 2004  | 355        |

## Infrastructure
Les routes 7 et 8 passent à travers le village.